# Lijst van oorlogsmonumenten in Brunssum
De Nederlandse gemeente Brunssum heeft 7 oorlogsmonumenten. Hieronder een overzicht.
| Nr.  | Object                                 | Herdachte groep                        | Ontwerper                                                                                  | Onthulling        | Type               | Locatie                        | Plaats   | Coördinaten                   | Foto              |
| ---- | -------------------------------------- | -------------------------------------- | ------------------------------------------------------------------------------------------ | ----------------- | ------------------ | ------------------------------ | -------- | ----------------------------- | ----------------- |
| 18   | Brits Ereveld                          | geallieerde militairen                 | Sir Reginald Blomfield (ontwerp Offerkruis)                                                |                   | begraafplaats/graf | Heufstraat, 6441 TX            | Brunssum | 50° 57' 8" NB, 5° 58' 21" OL  | Brits Ereveld     |
| 19   | Oorlogsmonument                        | allen                                  | C. Lof                                                                                     | 4 mei 1987        | overig             | Heufstraat, 6441 TX            | Brunssum | 50° 57' 8" NB, 5° 58' 21" OL  |                   |
| 20   | Joods monument                         | vervolgden Nederland, verzet Nederland | Kees van de Vosse (ontwerp), Firma G. en V. Winkens (uitvoering), Dienst Gemeente Brunssum | 7 mei 1989        | beeld/sculptuur    | Vijverpark, 6443               | Brunssum | 50° 56' 38" NB, 5° 58' 25" OL | Meer afbeeldingen |
| 21   | Monument op de R.K. begraafplaats      | burgerslachtoffers                     | Mevr. M. Hellwig-Blaauw                                                                    |                   | zuil               | Prins Hendriklaan 378, 6443 AE | Rumpen   | 50° 56' 26" NB, 5° 58' 40" OL |                   |
| 542  | Gedenkmonument                         | algemeen                               |                                                                                            |                   | plaquette          |                                | Brunssum | 50° 57' 2" NB, 5° 58' 14" OL  |                   |
| 3790 | 70 jaar Bevrijding                     | geallieerde militairen                 | Cor Lof en Ruud Scholten                                                                   | 19 september 2014 | beeld/sculptuur    | Dorpsstraat                    | Brunssum | 50° 56' 58" NB, 5° 58' 8" OL  |                   |
| 4441 | plaquette voor Pater Wim van der Geest | verzet Nederland                       |                                                                                            | 29 oktober 2021   | plaquette          | Prins Hendriklaan 378          | Brunssum | 50° 56' 26" NB, 5° 58' 8" OL  |                   |

Beek ·
Beekdaelen ·
Beesel ·
Bergen ·
Brunssum ·
Echt-Susteren ·
Eijsden-Margraten ·
Gennep ·
Gulpen-Wittem ·
Heerlen ·
Horst aan de Maas ·
Kerkrade ·
Landgraaf ·
Leudal ·
Maasgouw ·
Maastricht ·
Meerssen ·
Mook en Middelaar ·
Nederweert ·
Peel en Maas ·
Roerdalen ·
Roermond ·
Simpelveld ·
Sittard-Geleen ·
Stein ·
Vaals ·
Valkenburg aan de Geul ·
Venlo ·
Venray ·
Voerendaal ·
Weert